# Kirkland (Quebec)
Kirkland era uma cidade do Canadá, província de Quebec, localizada na Ilha de Montreal, e que foi fundida à cidade de Montreal em 2002. Porém, irá tornar-se independente novamente em 2006. Sua população é de 20,434 habitantes, segundo o censo nacional de 2001.